# Elsa Schiaparelli

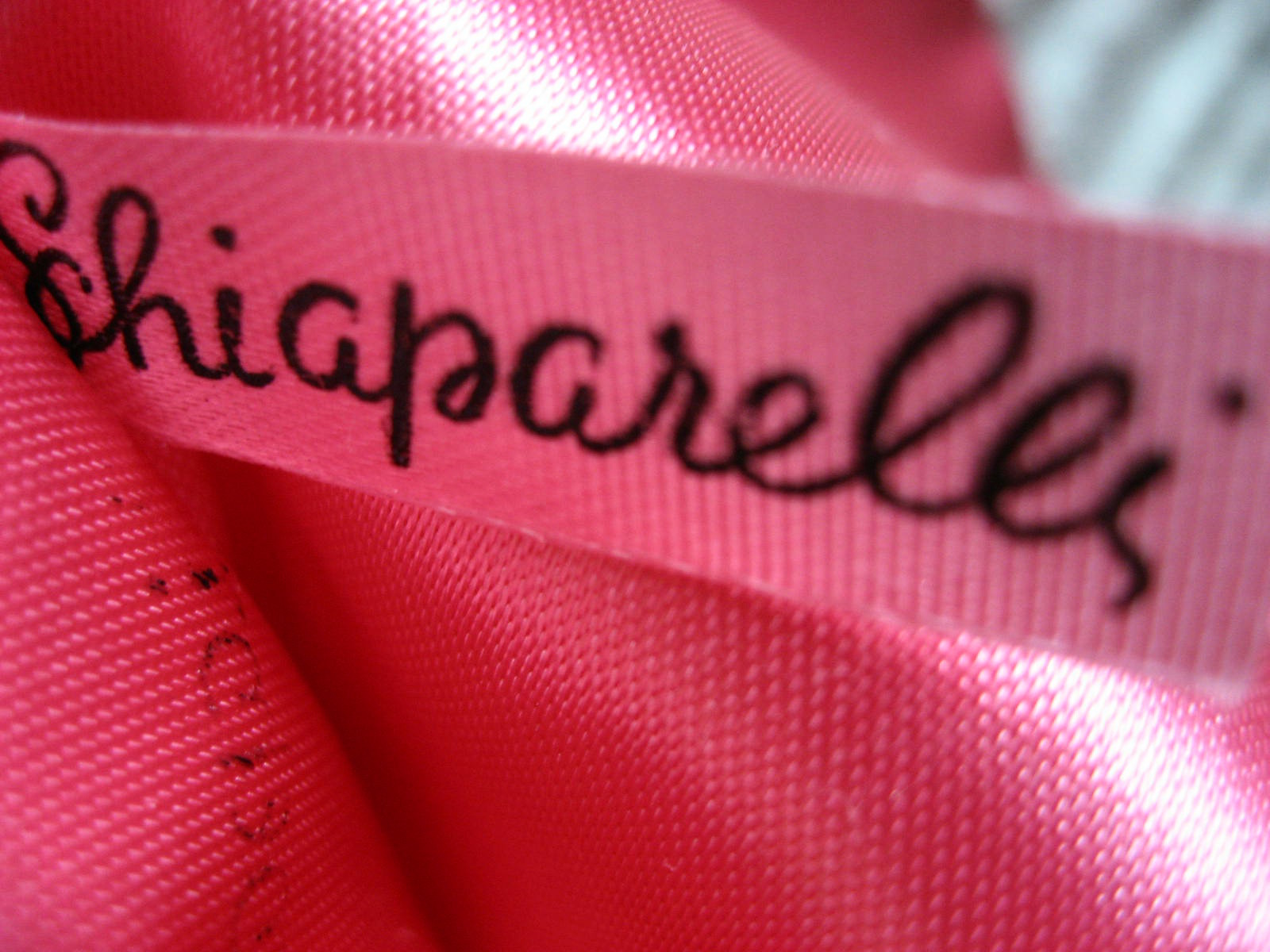
Schiaparelli-Signet im charakteristischen „Shocking pink“

Elsa Schiaparelli (* 10. September 1890 in Rom; † 13. November 1973 in Paris) war eine italienisch-französische Modeschöpferin.

## Leben und Wirken
Schiaparelli stammte aus einer wohlhabenden Familie piemontesischer Gelehrter, als Tochter des Orientalisten Celestino Schiaparelli und Nichte des Astronomen Giovanni Schiaparelli. Laut ihrer Autobiographie hatte sie in ihrer Jugend wesentlich mehr amouröse Beziehungen, als das im Italien jener Zeit üblich war. Sie zog nach London, wo sie Graf Wilhelm de Wendt de Kerlor heiratete, und schließlich nach New York, wo sie sich mit Gabrielle Buffet-Picabia, der Frau des Dada-Künstlers Francis Picabia, anfreundete. In diesem Kreis traf sie andere Künstler wie Man Ray und Marcel Duchamp.
Nachdem ihr Mann sie 1920 wegen einer Affäre mit Isadora Duncan verlassen hatte, kehrte sie 1922 weitgehend mittellos aus den Vereinigten Staaten nach Europa zurück und ließ sich in Paris nieder.
Im Jahr 1927 entdeckte Elsa Schiaparelli in Paris eine Frau, die einen einfachen, aber ungewöhnlich gestrickten Pullover trug und fand heraus, dass dieser von einer armenischen Frau mit einem speziellen doppelschichtigen Stich angefertigt worden war. Schiaparelli rekrutierte daraufhin die Armenierin für die Produktion mehrerer Prototypen, darunter einen schwarzen Pullover mit einer weißen, eingestrickten Schleife. Bei einem Mittagessen, an dem mehrere Größen der Modebranche anwesend waren, stach dieser Pullover der Schriftstellerin Anita Loos ins Auge. Anita Loos hatte gute Beziehungen und schickte ihre Bekannten und Freundinnen zu Schiaparelli, darunter u. a. Joan Crawford, Gloria Swanson, Greta Garbo, Norma Shearer und Mae West. Daraufhin musste Schiaparelli mehrere armenische Strickerinnen einstellen, um der Nachfrage nach Pullovern nachzukommen.

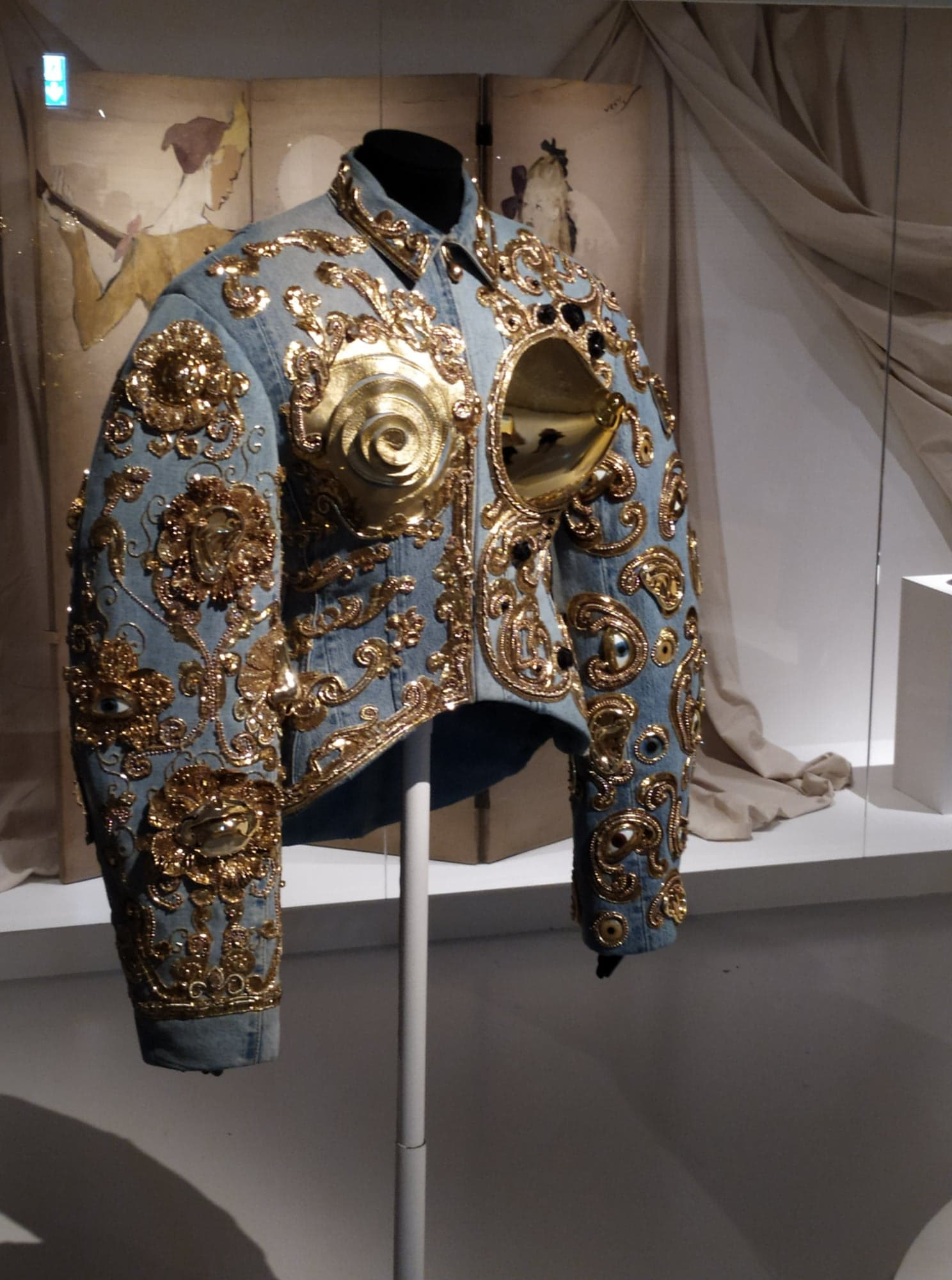
Ausstellung im Musée des Arts décoratifs, Paris, 2022

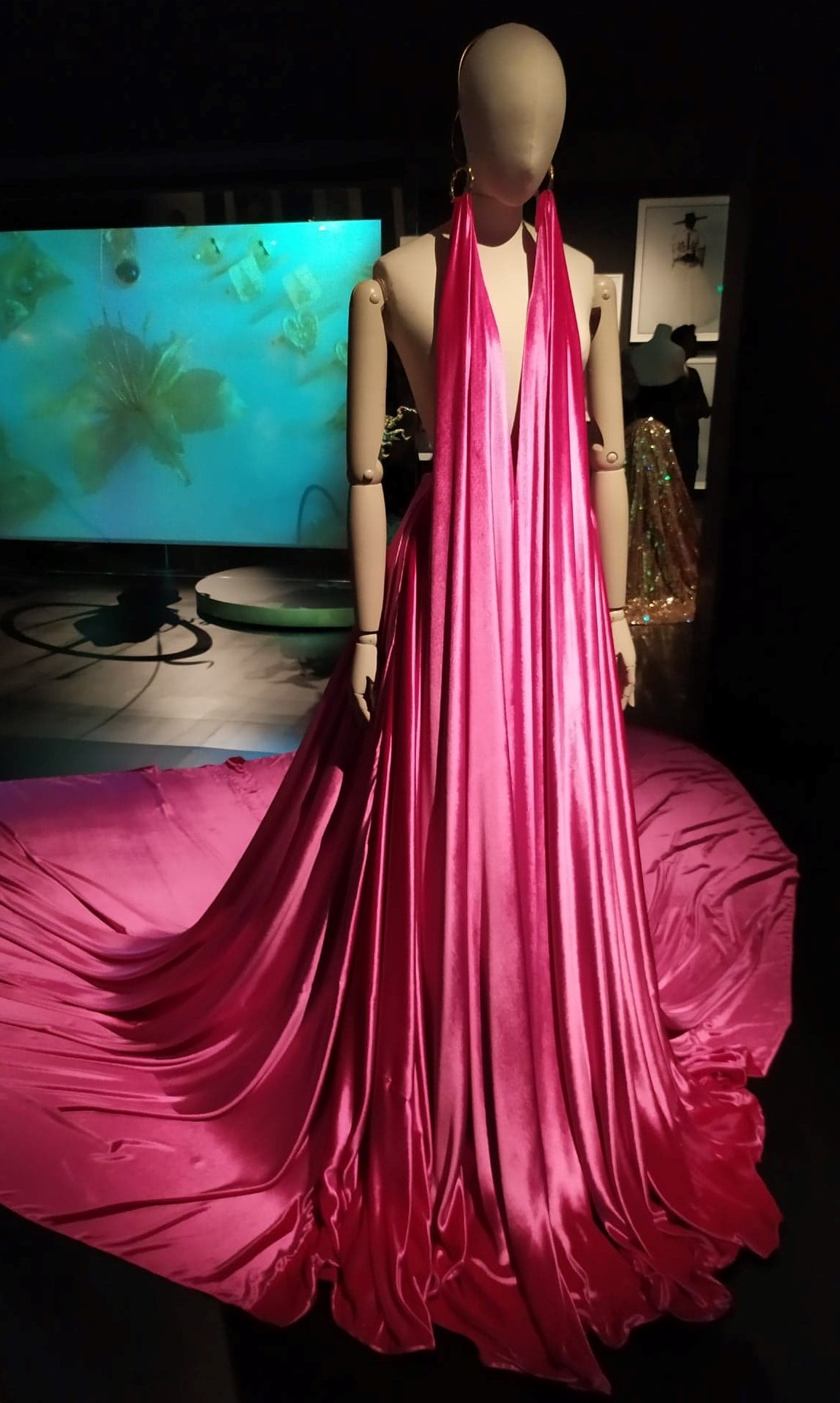
Ausstellung im Musée des Arts décoratifs, Paris, 2022

1928 konnte sie ihren ersten Laden eröffnen und hatte damit großen Erfolg. Fünf Jahre später hatte sie bereits acht Boutiquen in Paris und eine in London. Sie brachte den Surrealismus und den Dadaismus in die Mode ein, hieß es über sie. Wer Rang und Namen hatte, ließ sich bei ihr einkleiden, eine ihrer wichtigsten Förderinnen war Daisy Fellowes. Sie entwickelte die Parfüms „Shocking“ und „Si“ (zu letzterem gibt es sogar einen Song „Valse de Si“ von Henri Sauguet, der von Juliette Gréco interpretiert wurde). Pablo Picasso und Salvador Dalí gehörten zu ihren Freunden, und Jean Cocteau entwarf Stoffmuster für sie.
1936 brachte sie den Reißverschluss in die Haute Couture. Ebenfalls in den 1930er Jahren machte sie das sogenannte Dianadekolleté gesellschaftsfähig, bei dem eine Schulter völlig entblößt war. Als eine der ersten Modeschöpferinnen entwarf sie nicht nur Bekleidungsstücke, sondern auch Accessoires: Handschuhe, Schals, Schmuck, Uhren und Badeanzüge trugen ihr Label (das damals noch „Etikett“ hieß).
Mit dem Ausbruch des Zweiten Weltkriegs musste sie Paris verlassen und emigrierte nach New York. 1945 kehrte sie nach Paris zurück und musste feststellen, dass sich die Mode nach dem Krieg verändert hatte: Minimalismus war „in“, die Einfachheit der Kreationen von Coco Chanel galt als „chic“, und Schiaparellis bunter, glitzernder, „surrealistischer“ Stil hatte ausgedient. 1952 musste sie ihr Atelier schließen. Ihre Wohnung blieb aber weiterhin Treffpunkt der Pariser Modewelt.
Ihre Enkelinnen waren die Schauspielerin Marisa Schiaparelli Berenson sowie die Fotografin Berry Berenson, die mit dem Schauspieler Anthony Perkins von 1973 bis zu seinem Tod 1992 verheiratet war.
Im Januar 2014 wurden 180 Lose der Kunstsammlung von Elsa Schiaparelli durch Marisa Berenson in Paris bei Christie’s zur Versteigerung eingeliefert.
Ihr in den 1950er Jahren geschlossenes Modehaus Maison Schiaparelli wurde 2012 von Diego Della Valle, dem Besitzer von Tod’s und des AC Florenz, neu belebt.

## Ausstellungen
- 2003: SHOCKING! The Art and Fashion of Elsa Schiaparelli. Philadelphia Museum of Art, 28. September 2003 – 4. Januar 2004.[9]
- 2012: Schiaparelli and Prada: Impossible Conversations. The Costume Institute des Metropolitan Museum of Art, 10. Mai – 19. August 2012.[10]

## Film
- Elsa Schiaparelli – Mode ist Kunst. Dokumentarfilm, Deutschland, 2015, 26:28 Min., Buch und Regie: Sabine Carbon, Produktion: Medea Film Factory, NDR, arte, Erstsendung: 27. September 2015 bei arte, Inhaltsangabe von arte, (Memento vom 1. Oktober 2015 im Internet Archive).

## Belege
1. ↑  Stevenson: Die Geschichte der Mode. Haupt, Bern u. a. 2011, S. 122.
2. ↑  Schiaparelli's revolutionary legacy. The New York Times. 19. September 2003. Abgerufen am 14. Dezember 2018
3. ↑  Die glamouröse Avantgarde. Die Tageszeitung. 6. Dezember 2014. Abgerufen am 13. Dezember 2018
4. 1 2  SHOCKING! The Art and Fashion of Elsa Schiaparelli. (Memento vom 29. Mai 2008 im Internet Archive) Philadelphia Museum of Art. 28. September 2003 – 4. Januar 2004. S. 5. Abgerufen am 14. Dezember 2018
5. ↑  Bowknot Sweater: Elsa Schiaparelli-Designer (Memento vom 15. Dezember 2018 im Internet Archive). Schoolhouse Press. Abgerufen am 14. Dezember 2018
6. ↑  So sieht Strickmode in diesem Winter aus. Der Standard. 14. Dezember 2018
7. ↑  The Personal Collection of Elsa Schiaparelli. In: Christie’s Paris, 23. Januar 2014, Fotostrecke der Ausstellung. (Memento des Originals vom 1. Oktober 2015 im Internet Archive)  Info: Der Archivlink wurde automatisch eingesetzt und noch nicht geprüft. Bitte prüfe Original- und Archivlink gemäß Anleitung und entferne dann diesen Hinweis.
8. ↑  The Story of the House, schiaparelli.com
9. ↑  Shocking! The Art and Fashion of Elsa Schiaparelli. In: Philadelphia Museum of Art, 2003, (PDF; 22 S., 528 kB)
10. ↑  Elsa Schiaparelli und Miuccia Prada. In: vogue.de, 8. Mai 2012.

| Personendaten    | Personendaten                           |
| ---------------- | --------------------------------------- |
| NAME             | Schiaparelli, Elsa                      |
| ALTERNATIVNAMEN  | Schiap (Rufname)                        |
| KURZBESCHREIBUNG | italienisch-französische Modeschöpferin |
| GEBURTSDATUM     | 10. September 1890                      |
| GEBURTSORT       | Rom                                     |
| STERBEDATUM      | 13. November 1973                       |
| STERBEORT        | Paris                                   |